# Бобров Федір Олександрович
Федір Олександрович Бобров (нар. 6 березня 1898 — 25 вересня 1944) — радянський військовик часів Другої світової війни, генерал-майор, Герой Радянського Союзу.

## Біографія
Народився 6 березня 1898 року в селі Чакші, Вітебської області в родині селянина-бідняка. Росіянин. Член РКП(б) з 1918 року. Отримав початкову освіту, з 1912 року наймитував.

### Початок військової кар'єрі
З початком Першої світової війни призваний до війська, проходив службу в навчальній кулеметній команді, брав участь у бойових діях.
У 1917 році вступив до Червоної гвардії, брав участь у Жовтневому перевороті. З рештків 141-го Можайського полку сформував і очолив кулеметну команду. У складі загону сибірських стрільців 23 лютого 1918 року брав участь у бою під Псковом. Керуючи кулеметниками, забезпечив прикриття залізничної та шосейної доріг на Псков, чим на деякий час призупинив наступ кайзерівських військ і дав змогу більшовикам евакуювати кілька ешелонів з військовим майном. У подальшому брав участь у придушенні антибільшовицьких повстань на території Тульської губернії, ніс охорону Московського кремля.

### Громадянська війна в Росії
З початком громадянської війни в Росії влітку 1918 року загін під командуванням Ф. О. Боброва був направлений на Східний фронт під Казань, де брав участь у боях проти білогвардійської Східної армії адмірала О. В. Колчака. В одному з боїв отримав поранення, проте не залишив поле бою.
У 1919 році воював на Південному фронті проти білогвардійських Збройних Сил Півдня Росії генерала А. І. Денікіна, отримав кілька поранень.

### Міжвоєнний період
У 1921 році закінчив Військово-політичні курси й невдовзі став начальником цих курсів. Згодом обійняв посаду комісара школи старшого командного складу РСЧА. У 1926 році закінчив КУКС «Постріл» й був призначений комісаром В'ятської піхотної школи, а пізніше — комісаром Калузьких піхотних курсів.
У 1931 році закінчив Севастопольську школу зенітної артилерії, а у 1932 році — курси ППО. Командував окремою бригадою ППО Москви.
Навесні 1941 року отримав призначення сформувати і очолити 222-гу стрілецьку дивізію.

### Німецько-радянська війна
Учасник німецько-радянської війни з червня 1941 року. Воював на Західному, Воронезькому, 1-шу та 2-гу Українських фронтах.
Дивізія під командуванням полковника Ф. О. Боброва у складі військ 43-ї армії брала участь у оборонних боях на Смоленщині у вересні 1941 року, де на річці Десна поблизу Шатьково розгромила 268-му піхотну дивізію Вермахту. Під час оборони Москви 26-28 грудня 1941 року дивізія зайняла місто Наро-Фомінськ. 9 січня 1942 року, перейшовши у наступ, зломала оборону 258-ї німецької піхотної дивізії й визволила 16 населених пунктів. 19 січня бійці полковника Боброва захопили місто Верея.
У липні 1942 року полковник Бобров прийняв під командування 42-гу гвардійську стрілецьку Червонопрапорну дивізію, сформовану на базі 1-ї гвардійської стрілецької Червонопрапорної бригади Західного фронту.
1 жовтня 1942 року полковнику Ф. О. Боброву присвоєне військове звання генерал-майор.
У березні 1943 року воїни дивізії під командуванням генерал-майора Ф. О. Боброва виявили відвагу і мужність при ліквідації ворожого плацдарму в районі Ржев — Вязьма — Гжатськ.
Після участі у Курській битві 42-га гвардійська під командуванням генерала Боброва брала участь у визволенні Лівобережної України. За особливий внесок у визволення міста Прилуки Чернігівської області у вересні 1943 року дивізія отримала почесне найменування «Прилуцька».
За зразкове управління військами під час форсування Дніпра та захоплення плацдарму на правому березі північніше міста Ржищів Київської області, нагороджений орденом Леніна.
Під час проведення Умансько-Ботошанської операції дивізія під командуванням генерала Ф. О. Боброва прорвала укріплену полосу оборони ворога й, форсувавши повноводні навесні річки Гірський Тікич, Південний Буг і Дністер, вийшла на державний кордон СРСР з Румунією.
25 вересня 1944 року, перебуваючи у військах на березі річки Бистриця, автомобіль, у якому знаходився командир 42-ї гвардійської стрілецької Придуцької ордена Леніна Червонопрапорної дивізії гвардії генерал-майор Ф. О. Бобров, наїхав на німецьку міну. Від вибуху отримав смертельні поранення й помер за кілька хвилин на руках своїх бійців.
Вважалося, що воєначальник був похований у братській могилі у центральному парку імені Тараса Шевченка в місті Чернівцях. Проте при демонтажі надгробного пам'ятника 31 серпня 2023 року ніяких ознак поховання не було виявлено.

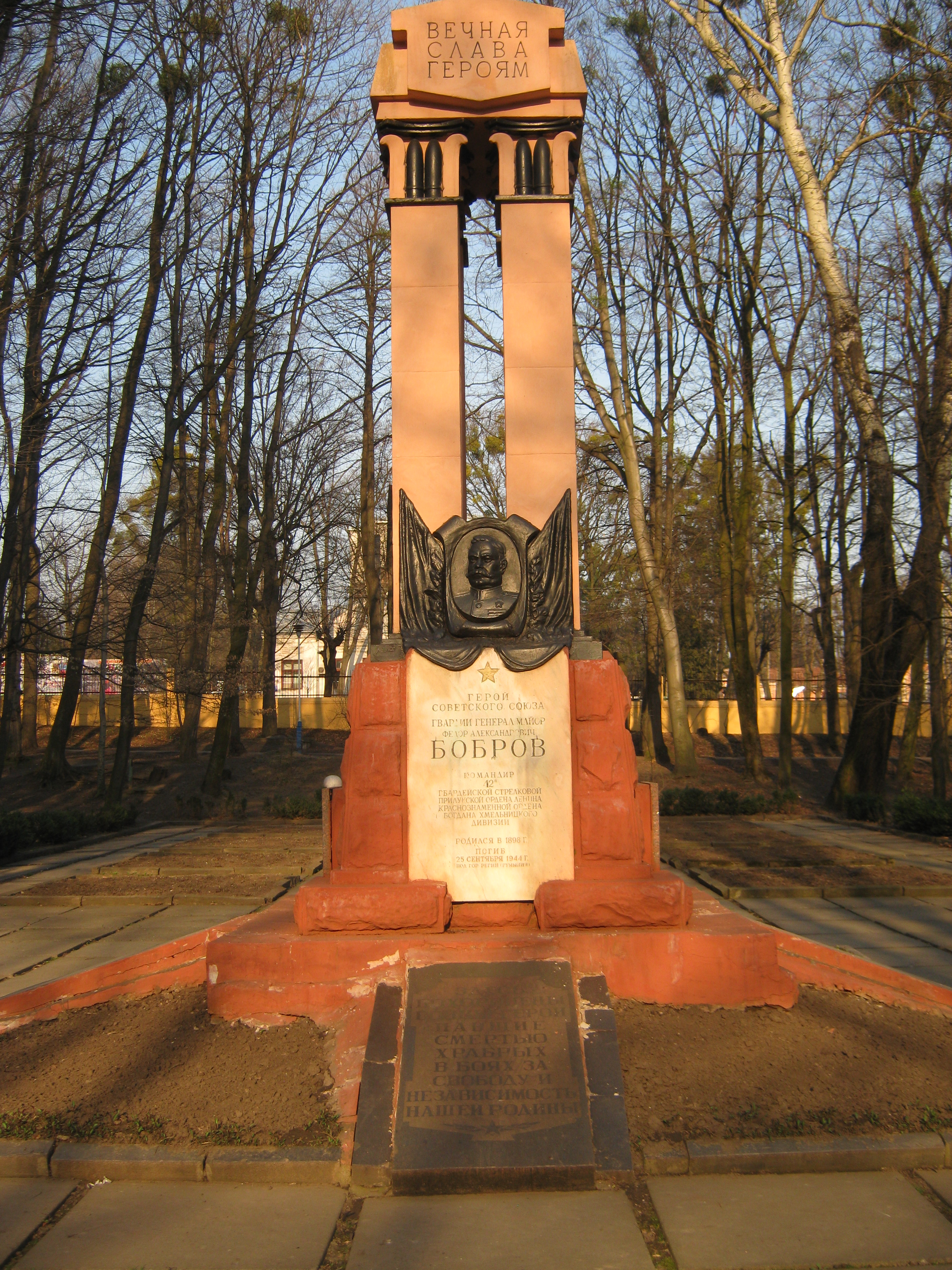
Пам'ятник на могилі Федора Боброва

## Нагороди
Указом Президії Верховної Ради СРСР від 28 квітня 1945 року за зразкове виконання бойових завдань командування на фронті боротьби з німецькими загарбниками та виявлені при цьому відвагу і героїзм гвардії генерал-майору Боброву Федору Олександровичу присвоєне звання Героя Радянського Союзу (посмертно).
Нагороджений двома орденами Леніна (23.10.1943, 28.04.1945), трьома орденами Червоного Прапора (12.04.1942, 18.05.1944, …), орденами Суворова 2-го ступеня (08.04.1943), Кутузова 2-го ступеня (13.09.1944), Богдана Хмельницького 2-го ступеня (17.05.1944) й медалями.